# Giovanni Battista Moroni
Giovanni Battista Moroni (též Giambattista Moroni, mezi 1521 a 1524 Albino – před 1580 Albino) byl italský pozdně renesanční malíř, známý svými elegantními realistickými portréty. Byl synem architekta Andrey Moroniho. Jeho učitelem byl Alessandro Bonvicino v Brescii. Pracoval v Tridentu (v době, kdy tam zasedal koncil), v Bergamu a v rodném Albinu. 
Vrchol Moroniho kariéry portrétisty spadá přibližně do let 1557 až 1562, kdy působil v Bergamu. Vedle portrétů je Moroni autorem i náboženských obrazů, určených pro místní kostely a prováděných v konzervativnějším stylu. 